# 2010 au Mozambique
Cet article présente les faits marquants de l'année 2010 au Mozambique.

## Évènements

### Juin
- Mardi 8 juin 2010 : le naufrage d'un bateau transportant des émigrés clandestins somaliens au large de la province de Cabo Delgado, fait 9 morts et 40 disparus alors que 33 passagers ont pu être sauvés.

### Juillet
- Lundi 5 juillet 2010 : selon une étude officielle, près de 12 % de la population du Mozambique est atteinte du sida. Le ministre de la santé, Paulo Ivo Garrido, a qualifié la situation d'« extrêmement sérieuse », car « lorsque plus de 5 % des habitants sont atteints par le virus, cela signifie que le pays est dans une situation dramatique. Un taux de prévalence de 11,5 %, c'est deux fois plus ». L'étude menée sur 16 600 personnes souligne que les femmes sont les plus touchées avec 13,1 % d'entre elles, comparé au taux de 9,2 % constaté chez les hommes de 15 à 49 ans. Plus des deux tiers des personnes atteintes du sida dans le monde vivent en Afrique subsaharienne où le programme de l'ONUSIDA établit à 5,2 % le taux de prévalence du sida chez les adultes.

### Août
- Mardi 17 août 2010 : le ministre des Ressources minières, Esperança Bias, annonce que la compagnie pétrolière américaine Anadarko a découvert des réserves de pétrole « dans des puits à près de 5 100 mètres de profondeur dans l'océan Indien, dans le bassin de Rovuma, près de la frontière avec la Tanzanie » (nord) ; des études sont en cours pour déterminer si son extraction sera rentable. La compagnie Anadarko avait déjà annoncé cette année la découverte de gaz naturel dans le bassin de Rovuma. Le Mozambique, qui est l'un des pays les plus pauvres du monde, est actuellement convoité par de nombreuses compagnies internationales pour ses ressources minières, notamment des gisements de houille estimés à 15 milliards de tonnes.

### Septembre
- Mercredi 1er septembre 2010 : des milliers de manifestants ont protesté dans les faubourgs pauvres de Maputo contre la hausse des prix du pétrole, du blé, du pain, de l'eau et de l'électricité. La police a ouvert le feu tuant quatre personnes dont deux enfants  et faisant une cinquantaine de blessées par balles. Les prix ont flambé ces derniers mois avec la dépréciation du metical par rapport au rand sud-africain, or le pays dépend étroitement des importations venues de son grand voisin. Environ 70 % des Mozambicains vivent en dessous du seuil de pauvreté. Pour les populations urbaines pauvres, qui ne peuvent compter comme les paysans sur quelques récoltes personnelles ou une réserve de grains, ces augmentations sont de trop. 65 % des 23 millions d'habitants vivent sous le seuil de pauvreté. Les prix ont flambé ces derniers mois au Mozambique, notamment en raison de la dépréciation de la devise nationale dans un pays très dépendant des importations.

- Jeudi 2 septembre 2010 : les affrontements se sont poursuivis toute la nuit et 3 autres personnes ont été tuées dans les manifestations contre la vie chère. L'hôpital central de Maputo a recensé depuis la veille plus d'une centaine de blessés, dont de nombreux par balles. Au total, le nombre de blessés est de 228.

- Vendredi 3 septembre 2010 : les affrontements se sont poursuivis, des pillages ont eu lieu dans la banlieue de la capitale et les forces de l'ordre sont intervenues. Au total, le nombre de tués est de 10 et le nombre de blessés est de 443 depuis mercredi. Les policiers ont utilisé des balles en caoutchouc et des grenades lacrymogènes pour disperser les pillards.

- Samedi 4 septembre 2010 : des affrontements ont eu lieu dans les faubourgs pauvres de Benfica et Hulene à Maputo. Trois  policiers ont été blessés par des jets de pierres.

- Lundi 6 septembre 2010 : le gouvernement annonce que 13 personnes sont mortes à Maputo à cause des émeutes contre la vie chère de la semaine dernière et près de 450 autres personnes ont été blessées. Des forces de police ont été déployées dans les quartiers périphériques pauvres « afin de contrôler la situation aussi rapidement que possible ».

- Mardi 7 septembre 2010 :
  - Le ministre du Plan, Aiuba Cuereneia annonce que le gouvernement renonce à augmenter le prix du pain après la mort de 13 personnes dans des émeutes contre la vie chère la semaine dernière et décide de « maintenir le prix du pain à son niveau précédent grâce à une subvention ». Le gouvernement doit également annuler certaines augmentations des prix de l'eau et de l'électricité et tentera de « diminuer les dépenses publiques pour dégager des fonds et subventionner les prix des produits de base »[1].
  - Près de 286 personnes ont été arrêtées au cours des trois jours d'émeutes contre la vie chère, en majorité « des jeunes gens des deux sexes, des chômeurs, des vendeurs de rues ou des individus ayant consommé de l'alcool ». 66 magasins ont été pillés et trois banques vandalisées.

- Jeudi 23 septembre 2010 : cinq personnes sont mortes en tentant de boire le plus rapidement possible de l'alcool fort lors d'une compétition organisée dans le nord du Mozambique. Un fabricant d'alcool avait organisé ce concours pour promouvoir une nouvelle marque de gin. Pour gagner, il fallait finir avant les autres participants 5 bouteilles de cet alcool fort.